# Юдицкий, Эрнст Зиновьевич
Эрнст Зино́вьевич Юди́цкий (укр. Ернст Зіновійович Юдицький; 4 сентября 1937, Евпатория, Крымская АССР — 1 июля 2012) — советский и украинский общественный деятель, генеральный директор Крымской государственной филармонии (1987—2012). Заслуженный работник культуры Украины (1994). Почётный гражданин Автономной Республики Крым (1997).

## Биография
Родился 4 сентября 1937 года в Евпатории. В начале войны вместе с матерью, Еввой Моисеевной, и братом Михаилом эвакуировался в Тоншаевский район Горьковской области, а отец, Зиновий Львович Юдицкий, отправился на фронт. После войны семья возвратилась в Евпаторию. Учился в Горьковском ремесленном училище, работал на заводе фрезерных станков токарем IV разряда. Затем по спецнабору отправился осваивать целинные земли. Срочную службу проходил в Приморье в разведывательном артиллерийском дивизионе. В 1959 году вернулся в Евпаторию, работал по специальности на моторном заводе. С 1961 по 1963 год был заместителем директора Евпаторийской школы рабочей молодежи. В 1963—1972 годах возглавлял евпаторийский Дом культуры. На этой должности добился для учреждения выделения нового здания, восстановления народного театра. В 1970 году евпаторийский Дом культуры занимал первое место среди аналогичных учреждений Крыма. В 1968 году окончил исторический факультет Крымского педагогического института имени М. В. Фрунзе. В 1972 году был назначен руководителем Евпаторийского городского театра имени А. С. Пушкина и заместителем директора Крымской государственной филармонии.
С 1987 года — директор Крымской государственной филармонии. Занимался развитием симфонического оркестра филармонии. В 1992 году в полном составе в филармонию был зачислен крымскотатарский ансамбль «Хайтарма», создан первый в Крыму профессиональный камерный хор «Таврический благовест». Благодаря Юдицкому в 1998 году был возрождён Международный музыкальный фестиваль «Крымские зори». Под его же руководством проводился фестиваль «Песни моря», действовала программа «Новые имена Крыма». 
В 1998 году безуспешно баллотировался в депутаты Верховной Рады Автономной Республики Крым по одномандатному избирательному округу № 11.
Умер 1 июля 2012 года. Гражданская панихида и прощание состоялись 4 июля в здании Евпаторийского городского театра.

## Награды
- Заслуженный работник культуры Украины (22 июня 1994 года) — за значительный личный вклад в обогащение культурного и художественного наследия народа Украины, высокое исполнительское и профессиональное мастерство[10]
- Государственная премия Автономной Республики Крым за 1995 год (4 июня 1996 года) — за создание фестивальных концертных программ «Новые имена Крыма» и «Вечера классической музыки»[11]
- Почётный гражданин Автономной Республики Крым (29 сентября 1997) — за выдающиеся заслуги в развитии национальной культуры, высокое профессиональное мастерство, большой вклад в развитие искусства[12]
- Знак отличия Автономной Республики Крым «За верность долгу» (3 сентября 2007) — за большой личный вклад в развитие культуры и искусства в Автономной Республике Крым, высокий профессионализм, многолетний добросовестный труд и в связи с 70-летием со дня рождения[13]

## Семья
- Отец — Зиновий Львович Юдицкий (1902, Мена — ?), член ВКП(б), участник Великой Отечественной войны: старший лейтенант, затем капитан интендантской службы, помощник начальника по материальному обеспечению хирургического полевого подвижного госпиталя № 492 46-й армии. Награждён медалью «За боевые заслуги»[4].
- Мать — Евва Моисеевна Юдицкая (1905 — ?), канцелярский работник[3].

- Брат — Михаил Зиновьевич Юдицкий (род. 1929).

- Жена — Людмила Григорьевна Юдицкая, заслуженный работник культуры АР Крым (2010), директор Евпаторийского отделения Крымской государственной филармонии, член Комитета по присуждению евпаторийской городской премии имени С. Э. Дувана[14][15].

- Дочь — Светлана. Внуки — Тигран и Микаэль.